# Isabel Azkarate
Isabel Azkarate Morera (San Sebastián, 1950) es una fotógrafa española, primera mujer fotoperiodista del País Vasco y una de las primeras de España.

## Biografía
Azkarate nació en San Sebastián en 1950. Tras cursar estudios de Arte y Decoración descubre su pasión por la fotografía y será entre los años 1978 y 1981 cuando desarrolla su formación en la materia, primero en el Centro Internacional de Fotografía de Barcelona y después en la VSW (Visual Studies Workshop) de Rochester, en la SVA (Escuela de Artes Visuales de Nueva York) de Nueva York, en el IPC (Centro Internacional de Fotografía) y finalmente en la New School de Manhattan.
Es en esta etapa en Nueva York cuando comienza, impulsada por sus profesores e influida por el movimiento Street Photography que se desarrolla en los años 1970 en Estados Unidos, a realizar una colección de fotografías en blanco y negro que retratan la vida cotidiana en Nueva York.
A su vuelta a San Sebastián en 1982 comienza a realizar fotografías del Festival Internacional de Cine de San Sebastián, primero para la revista del certamen y años más tarde ya como fotógrafa oficial del Festival. Posee una colección de instantáneas del paso de celebridades por el Festival, que abarca desde a entonces jóvenes como Antonio Banderas, Pedro Almodóvar o John Travolta y a grandes figuras consagradas como Ursula Andress, Arthur Miller, Jacqueline Bisset, etc.
Realiza la que se convertirá en la última sesión pública fotográfica de Bette Davis con motivo de su llegada a San Sebastián para recoger en 1989 el premio Donostia a toda su carrera concedido por el Festival de cine de San Sebastián, de esa sesión destaca una fotografía icónica de la actriz en esa última aparición pública fumando, con una copa y vestida de negro.
En 1983 empieza a trabajar como fotoperiodista para el periódico La Voz de Euskadi hasta su cierre en 1985. Debe cubrir una de las épocas más duras y con el mayor número de víctimas de la violencia y terrorismo de ETA en el País Vasco. Este trabajo de fotoperiodismo lo continuó una vez cerrado el periódico en 1985, con sus reportajes de las víctimas de los atentados terroristas de Sendero Luminoso en Perú.
Aprovecha sus numerosos viajes a lugares como Bali, Egipto, Nepal, Nueva York, Pakistán, Turquía para realizar trabajos de fotoperiodismo entre los que destaca su interés por retratar la situación de esos países a través de retratos de mujeres, campesinos o tribus urbanas: «Suelo viajar con amigos, -afirma esta artista- y siempre me escapo sola, en bici, en taxi o en cualquier otro medio para buscar la foto».
Tras el cierre del periódico La Voz de Euskadi entra a trabajar como fotógrafa oficial de la Diputación Foral de Guipúzcoa, esta actividad le permite descubrir otra realidad del País Vasco más ligada al territorio, menos cruenta y más amable: ferias, frontones, pueblos y habitantes que fotografía en su diversidad.
Salvo sus trabajo para La Voz de Euskadi, Isabel Azkarate siempre trabaja como freelance y ha sido colaboradora habitual de medios como El Diario Vasco, El País, El Periódico de Catalunya, las revistas Interviú, Tiempo, Dunia o Mujer Hoy.
Azkarate convierte su fotografía en testimonio de la escena cultural nacional e internacional retratando músicos como David Bowie, Leonard Cohen, Lou Reed, Tina Turner, Patti Smith, Rod Stewart, Elton John, Iggy Pop o Iron Maiden y a artistas como Eduardo Chillida, Gabriel Celaya, Antoni Tàpies, Jorge de Oteiza, Javier Mariscal, Miquel Barceló, Juan Luis Goenaga, entre otros.

## Obra
Isabel Azkarate refleja en sus fotografías diferentes conflictos sociales y económicos en lugares donde ha ejercido su profesión o su vida. Estos temas incluyen atentados de Sendero Luminoso en Perú, de ETA y los GAL en el País Vasco, retratos en la cárcel de Martutene y el psiquiátrico de Santa Águeda, al colectivo LGTB de los años 80 antes del estallido del SIDA en Nueva York.
Azkarate fue la fotógrafa oficial de Diputación de Gipuzkoa entre 1985 y 2009, una posición que le permitió asistir a algunos de los eventos más relevantes de la sociedad guipuzcoana, como al Festival de cine de San Sebastián, muy unido a su carrera, donde realizó cientos de retratos a quienes acudían al evento. Es conocida por realizar la última fotografía de Bette Davis que acudió al Festival a recoger la Concha de Oro a toda su carrera pocos días antes de su fallecimiento. 
En noviembre de 2023 Isabel Azkarate dona toda su obra a la Fototeka de Kutxa Fundazioa en Donostia con el compromiso de custodiar su legado y divulgar el trabajo de esta fotógrafa. En esta dirección, en noviembre de 2023, presentó una exposición retrospectiva en la sala Kutxa Kultur Artegunea situada en Tabakalera, donde se presentó el primer libro monográfico dedicado a Azkarate coeditado por Kutxa Fundazioa, Blume y la Fundación Photographic Social Vision.

## Exposiciones
- 1993: “Bali, Egipto Nepal: Mito y realidad” Kutxa Donostia, Kutxa Bilbao; Casa de Cultura La Florida, Vitoria. Zapatería 30 Pamplona.
- 2000: "Mil imágenes" realizada para el festival de Cine de Donostia-San Sebastián.[16]
- 2006: "20 años en 35 mm" Photomuseum (Zarauz) que recoge una selección de su obra a modo de biografía de su carrera como fotoperiodista.[17]
- 2006 "Gran Formato". Galería Ekain. Donostia.[18]
- 2015: "Nueva York en Blanco y Negro". Noventa Grados Donostia.[19]
- 2021: "Arte y Parte". En el marco de Expoesía (Soria) con dos colecciones temáticas inéditas La primera la componen fotografías tomadas a personas que observan creaciones de otros artistas. Y la segunda la componen 21 retratos de artistas vascos.[20]
- 2023: Primera retrospectiva de su obra que con el título "Isabel Azkarate" presenta más de 200 fotografías, algunas de ellas inéditas, que recogen las claves de su carrera. Sala Artegunea de Kutxa Fundazioa.[21]

## Reconocimientos
• Premio Fotoperiodismo Juantxu Rodríguez otorgado por la Asociación de Periodistas Vascos
• Premio Basque Dok Saria 2024
• Premio a la Excelencia Radio San Sebastián 2024: Reconociendo el mérito y la contribución destacada al impulso de Gipuzkoa

## Publicaciones
- “Bali, Egipto Nepal: Mito y realidad”[25]
- "20 años en 35 mm: fotografías" Koldo Mitxelena Kulturunea.
- "Isabel Azkarate"  Kutxa Fundazioa, Blume y la Fundación Photographic Social Vision.[26]